# Il segreto di Luca (miniserie televisiva)
Il segreto di Luca è una miniserie televisiva trasmessa dalla Rai nel 1969, basata sull'omonimo romanzo di Ignazio Silone edito nel 1956. Tratta di un’intricata storia di onore e sentimenti, nella quale un innocente viene condannato all'ergastolo. Affiorano problematiche umane e sociali di una società legata a valori morali e all'onore.

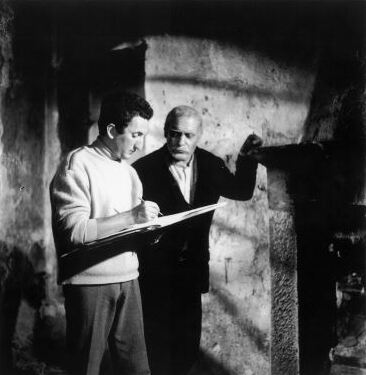
L'attore protagonista Turi Ferro (a destra) con lo scenografo dello sceneggiato Giuliano Tullio.

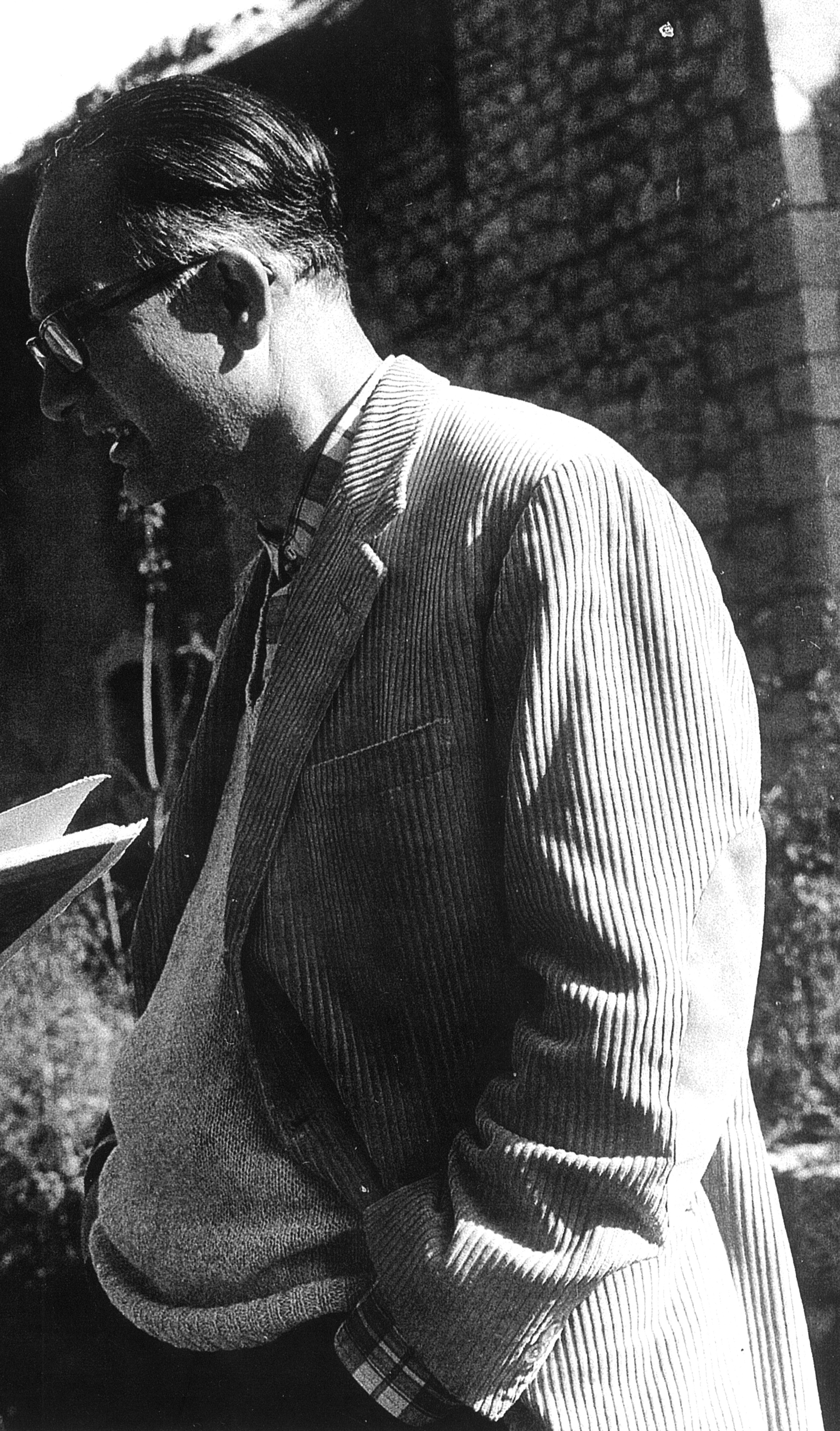
Il regista Ottavio Spadaro (a destra) con lo scenografo Giuliano Tullio (a sinistra) durante i rilievi per le scenografie egli esterni dello sceneggiato.

Fu trasmessa in 4 puntate dall'11 maggio al 2 giugno 1969 sul Programma Nazionale alle ore 21. Gli interpreti furono lodati dalla critica su tutti i quotidiani dell'epoca. La regia è di Ottavio Spadaro, la sceneggiatura di Diego Fabbri. Tra gli interpreti figurano Turi Ferro, Lydia Alfonsi, Riccardo Cucciolla, Ferruccio De Ceresa. Le musiche sono di Roberto De Simone.

## Trama
Luca Sabatini ritorna al suo paese dopo 40 anni di carcere, graziato perché il vero autore del delitto di cui era stato accusato ha confessato in punto di morte la propria colpa. Il suo ritorno coincide con l'arrivo in città di un uomo politico, Andrea Cipriani, il cui padre era grande amico di Luca. Dal momento in cui incontra Luca, Andrea abbandona i suoi impegni politici per occuparsi del caso dell'uomo, che, pur essendo innocente, aveva preferito non difendersi al processo. Egli indaga interrogando Don Serafino, l'ex-parroco di Cisterna, Ludovico, il mugnaio del paese, e sua moglie Agnese. Poi si reca a Perticara, il paese vicino, dove chiede informazioni a Gelsomina, la sorella di Lauretta, al tempo fidanzata di Luca.
Grazie all'aiuto di Don Serafino, Andrea scopre l'esistenza di una relazione di Luca con una donna sposata, Ortensia, di cui ritrova anche un diario. Rimane comunque irrisolto il mistero di dove l'uomo abbia trascorso la notte del delitto. Lo stesso Luca gli rivelerà il proprio segreto, per ringraziarlo del suo interessamento e per avergli consegnato il diario: la sera del delitto era stato a casa di Ortensia, che gli aveva dichiarato il suo amore. Successivamente si era recato da Lauretta, con la quale avrebbe dovuto stabilire il giorno delle nozze, e le aveva rivelato di amare un'altra donna. Per il dolore recatole, aveva deciso di togliersi la vita proprio la sera in cui fu catturato dai carabinieri: si spiega in tal modo la decisione di non difendersi al processo, per non offendere il sentimento di Ortensia e metterne a repentaglio l'onorabilità.

## Scene e costumi
L'intera vicenda si svolge a Cisterna dei Marsi e a Perticara due paesini immaginari della Marsica. L'ambientazione è all'incirca negli anni Cinquanta. Il contesto di paesaggio ha particolarissimi riferimenti architettonici all'Abruzzo rurale e pastorale della Valle del Fucino, dove Cisterna dei Marsi idealmente si trova.
Le scene sono di Giuliano Tullio che ha ricavato ambientazioni tipiche della Marsica, con riferimento ad antichi borghi di pietra, in particolare quello di Scontrone (AQ), dove furono girati gli esterni e che doveva rappresentare il paese di Cisterna dei Marsi del romanzo di Silone, su idea del regista Ottavio Spadaro. La definizione degli interni, invece, fanno riferimento su indicazioni dello scenografo a palazzi e abitazioni storiche della Valle di Comino, come palazzi e case di San Donato Val Comino o il palazzo Visocchi di Atina. Le abitazioni storiche cominesi avevano infatti caratteristiche molto simili a quelli della Marsica. Durante l'assenza di Luca, rinchiuso in carcere, Cisterna viene sconvolta da due guerre e un terremoto cosicché appare totalmente cambiata agli occhi di Luca al momento del ritorno. La ricostruzione delle scene della casa di Luca ne tiene conto.
I costumi sono di Massimo Bolognaro e gli arredi di Gerardo Viggiani.